# Rubin Goldmark

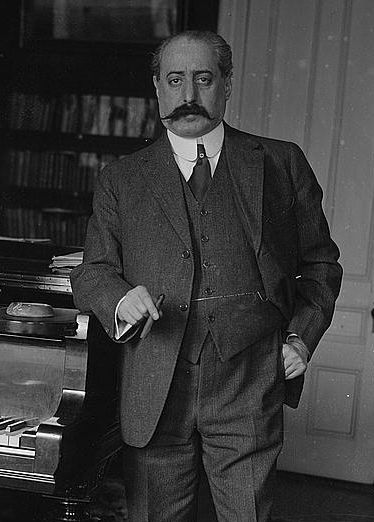
Rubin Goldmark

Rubin Goldmark (* 15. August 1872 in New York City; † 6. März 1936 ebenda) war ein US-amerikanischer Pianist und Komponist.

## Leben
Rubin Goldmark war ein Sohn des nach New York emigrierten Anwalts und Kantors Leo Goldmark und Neffe des Komponisten Karl Goldmark. Sein Vater Leo gehörte zu den Gründern der New York Symphony Society, dessen Haus war musikalischer Treffpunkt der Stadt, der den jungen Rubin früh musikalisch prägte. Nach Klavierunterricht bei Alfred von Livonius und am College der Stadt von New York zog er als Siebzehnjähriger zu seinem berühmten Onkel Karl Goldmark nach Wien (1889–1891), um am Konservatorium bei Johann Nepomuk Fuchs, Robert Fuchs und Anton Door Klavier bzw. Komposition zu studieren. Nach weniger als zwei Jahren kehrte er nach New York zurück, wo er seine Klavierstudien bei dem 1879 nach New York emigrierten Pianisten und Komponisten Rafael Joseffy (dem er später sein Klavierquartett op. 12 widmete) fortsetzte. Nach Dvořáks Ankunft in den USA wurde er einer von dessen ersten Kompositionsschülern. Bereits im Schuljahr 1893/94 hielt er an Mrs. Thurbers National Conservatory of Music, an dem auch Dvořák unterrichtete, Klavierunterricht und Theoriestunden.
1895 übernahm er die Leitung des Konservatoriums in Colorado Springs. Hier errang er mit seiner symphonischen Tondichtung Hiawatha (nach Longfellow-Uraufführung in Boston, 13. Januar 1900) erste Erfolge. Er kehrte 1902 nach New York zurück, wo er bis zu seiner Berufung zum Kompositionslehrer an die Juilliard School in New York City (1924) privat unterrichtete. 1915 komponierte er das (später orchestrierte) Violinstück Call of the Plains. 1922 entstand das einzige Werk, das heute noch mit einer gewissen Regelmäßigkeit aufgeführt wird, eine Negro Rhapsody (Uraufführung 18. Januar 1923 von der New York Philharmony).
Von seinen zeitgenössischen Kritikern wurde er als „anachronistisch“ eingestuft. Sein Nachruhm beruht wohl besonders auf seiner Lehrtätigkeit – er hat u. a. George Gershwin, Aaron Copland und Frederick Jacobi Kompositionsunterricht erteilt. Zu seinem zwanzigsten Todestag wurde das neue Musikzentrum des College of the City of New York nach ihm benannt.
Er unternahm zahlreiche Reisen durch die USA und Kanada mit Vorträgen und Konzerten.
Zu seinen Kompositionen zählen ein Streichquartett, ein Klaviertrio (op. 1), eine Romanze für Cello und Klavier (op. 3), eine Violinsonate (op. 4), verschiedene Orchesterstücke, Klaviermusik und Lieder. Sein Klavierquartett (op. 12) gewann 1909 den nach Paderewski benannten Preis für Kammermusik.